# Rácsos tányércsiga
A rácsos tányércsiga vagy rácsos csiga (Gyraulus albus) Európában elterjedt, tüdővel lélegző vízicsigafaj.

## Megjelenése

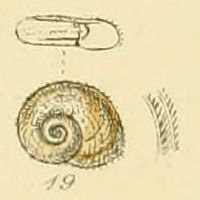
Rácsos tányércsiga (Illustrated Index of British Shells, Plate XXI., Fig. 19., 1859)

A csigaház 1–3 mm magas, 4–8 mm széles, korong alakú, 4-5 kanyarulatból áll. Színe zöldesfehér vagy sárgásszürke, a héj felszíne selymesen fénylik, áttetsző. Gerinc vagy taréj nincs a csigaházon. Felületét finom hosszanti és keresztbe futó kiemelkedések borítják, amelyek egymást rácsosan keresztezik. Az utolsó kanyarulat a szájadék környékén jelentősen kiszélesedik, két-háromszor szélesebb az utolsó előttinél. A szájadék síkja ferde, a ház felső részén előbbre nyúlik. Köldöke igen tág, a ház átmérőjének egyharmadát is eléri. A csiga sötét- vagy sárgásbarna, feketével pettyezett, tapogatói hosszúak és áttetszőek, apró szemei a tapogatók tövében ülnek.

## Elterjedése
Majdnem egész Európában és Nyugat-Ázsiában előfordul. Hiányzik Skócia és Skandinávia északi részéről és Dél-Portugáliából (viszont Délnyugat-Spanyolországban előfordul). Északi elterjedési határa a 65° é. sz.

## Életmódja
A rácsos tányércsiga lassan mozgó vagy állóvizekben, tavak sekély vizében az iszapon vagy a vízinövényeken található meg. Viszonylag igénytelen, a nem túlságosan szennyezett vizet elviseli, de az élőhelye kiszáradását nem. Svájcban 1500 m magasságig fordul elő.
Március és szeptember között szaporodik, 0,4 mm átmérőjű petéit 4-10-esével, kapszulákban rakja le, összesen 6-8 csomagot. A peték 10-14 nap múltán kelnek ki, az ivarérettséget 20-23 hónaposan érik el.
Magyarországon nem védett.